# Hr.Ms. K XVIII (1934)
De Hr.Ms. K XVIII was een Nederlandse onderzeeboot van de K XIV-klasse. De K XVIII werd gebouwd door de Rotterdamse scheepswerf Fijenoord. Net als alle andere K onderzeeboten werd de K XVIII door het Nederlandse ministerie van Koloniën als patrouilleboot voor Nederlands-Indië aangeschaft. Op 14 november 1934 vertrok de K XVIII vanuit Den Helder naar Nederlands-Indië waar de boot op 11 juli 1935 aankwam in Soerabaja. Tijdens deze tocht mat F.A. Vening Meinesz zwaartekrachtanomalieën en werden filmopnamen gemaakt voor de Polygoon film-documentaire 20.000 Mijlen over zee. Hierover verscheen ook het boek "Klaar voor onderwater. Met Hr.Ms. K XVIII langs een omweg naar Soerabaia" van Max Samuel Wytema. De K XVIII maakte tijdens de overtocht naar Nederlands-Indië een flinke omweg via Zuid-Amerika en Australië, en deed de volgende havens aan: Funchal, Saint Vincent, Dakar, Pernambuco, Rio de Janeiro, Montevideo, Buenos Aires, Mar del Plata, Tristan da Cunha, Kaapstad, Durban, Port Louis (Mauritius) en Fremantle. Halverwege de overtocht fungeerde de K XVIII als baken voor de Fokker F.XVIII Snip, tijdens de eerste trans-Atlantische vlucht van de KLM. Tijdens de vlootschouw op 6 september 1938 in Soerabaja ter ere van het veertigjarige regeringsjubileum van Koningin Wilhelmina was de K XVIII een van de zes onderzeeboten die deelnamen aan deze vlootschouw.

## De K XVIII tijdens WO II
Begin 1941 werd de K XVIII ingedeeld bij de 3e divisie van het onderzeebootflottielje in Nederlands-Indië. Naast de K XVIII waren K XIV, K XV en K XVI onderdeel van 3e divisie. In november 1941 werd de 3e onderzeebootdivisie overgeplaatst naar het eiland Tarakan in de buurt van Borneo, dit omdat men een Japanse invasie in deze regio verwachtte. Gedurende januari 1942 viel de K XVIII samen met de K XIV en de K XV onder de 5e onderzeebootdivisie. De vijfde divisie patrouilleerde in de Straat Makassar. Tijdens de patrouilles hier heeft de K XVIII een Japanse torpedobootjager (1500 ton) en het Japanse patrouilleschip de P 37 (935 ton) tot zinken gebracht en de SS Tsuruga Maru (6988 ton) beschadigd. Gedurende de Slag om Balikpapan raakte de K XVIII zwaar beschadigd door een aanval met dieptebommen. De boot raakte dusdanig beschadigd dat hij moest terugkeren naar Soerabaja voor reparaties. Op 28 februari 1942 werd het dekkanon van de K XVIII gebruikt om de torpedobootjager Banckert onklaar te maken, vier dagen later werd de K XVIII zelf onklaar gemaakt omdat de val van Soerabaja onafwendbaar was en hij niet kon vluchten.
Gedurende de bezetting werd K XVIII gelicht en door de Japanners gebruikt als drijvend luchtaanvalwaarschuwingsalarm in de Straat Madoera. Op 15 juni 1945 werd het schip getorpedeerd door de Britse onderzeeboot Taciturn.